# أوفرتون فيليبس
أوفرتون فيليبس (بالإنجليزية: Overton Phillips)‏ هو مهندس أمريكي، ولد في 20 سبتمبر 1908، وتوفي في 1 أبريل 1999.